# Championnat d'Angleterre de football de cinquième division
Cet article concerne le championnat de 5e division. Pour la ligue, qui organise elle-même le championnat, voir National League (ligue de football).
La National League est un championnat anglais de football classé au cinquième niveau du système pyramidal anglais. Il assure le lien entre les quatre divisions professionnelles et l'ensemble du non-league football. Fondé en 1979, il prend successivement les noms d'Alliance Premier League, Football Conference, Conference National et enfin National League depuis 2015. Il est organisé par la ligue éponyme qui gère également son antichambre, la National League North et la National League South.

## Historique
Le championnat est créé en 1979 sous le nom d'Alliance Premier League. Pour sa première saison, il regroupe des clubs en provenance de Northern Premier League et des groupes North et South de Southern League. Il est le premier championnat national de non-league football. Bientôt se posent des problèmes de promotion/relégation avec la Football League, le principe d'« élection », en usage depuis l'origine de la Football League, ne tient en effet pas compte des résultats sportifs. Les clubs de bas de tableau de Football League Fourth Division doivent représenter leur candidature à la Football League en fin de saison et ce n'est dans la majorité des cas qu'une simple formalité. Le système est ainsi fait que les clubs de la Football League sont assurés de rester en Football League, tandis que ceux d'Alliance Premier League n'ont pratiquement aucune chance de monter.
Durant les années 1980, le championnat commence à prendre de l'ampleur, la qualité du jeu s'améliore, ainsi que le statut financier des clubs du haut de tableau. En 1986, il est rebaptisé Football Conference. La même année, la Football League accepte le système de promotions/relégations directes avec la Football League Fourth Division. Le système est effectif en 1987, il consiste en une relégation et une promotion (le champion de Football Conference). La League exige toutefois une mise aux normes des stades, et quelques clubs se voient refuser leur promotion pour cette raison. Après plusieurs débats sur ce thème, il est décidé de laisser la priorité à la promotion en cas d'interdiction de montée du champion en raison de problèmes d'infrastructures. Ainsi, si le premier n'est pas apte à la promotion, le deuxième est promu, et ainsi de suite. 
De 1993 à 1996, aucune promotion/relégation n'a lieu, il faut attendre 1996 et une reprise des échanges avec la Football League. En 2003, la Football Conference est autorisée à promouvoir deux clubs, le champion et le vainqueur des séries éliminatoires. En 2004, après une restructuration profonde du National League System, les Conference North et South sont créés et le championnat est rebaptisé Conference National. La nouvelle ligue gérant les trois championnats prend alors le nom de Football Conference. Depuis 2006, la Conference National s'est agrandie, passant de 22 à 24 clubs.
Sept équipes ont eu le privilège de remporter deux fois le championnat : Altrincham (1980, 1981), Barnet (1991, 2005), Enfield (1983, 1986), Kidderminster Harriers (1994, 2000) Macclesfield Town (1995, 1997), Maidstone United (1984, 1989) et Stevenage FC (1996, 2010). Parmi les vainqueurs, seules deux équipes sont promues en Football League : Macclesfield Town en 1997 et Kidderminster Harriers en 2000. Les clubs ne justifiant pas de finances assez solides ou n'ayant pas leur stade aux normes doivent rester au sein du non-league football. Altrincham est la seule équipe à avoir gagné le titre deux saisons consécutives, il faut dire qu'à cette époque aucune promotion directe vers la Football League n'existe.
Comme le permet le système anglais, les championnats sont souvent rebaptisés officieusement du nom du sponsor. Ci-dessous figure les noms des sponsors et entre parenthèses les noms du championnat depuis 1984.
- 1984-1986 : Gola (Gola League)
- 1986-1998 : General Motors (GM Vauxhall Conference)
- 1998-2007 : Nationwide Building Society (Nationwide Conference)
- 2007-2010 : Blue Square (Blue Square Premier)
- 2010-2013 : Blue Square Bet (Blue Square Bet Premier)
- 2013-2014 : Skrill (Skrill Premier)
- 2014-2015 : Vanarama (Vanarama Conference)
- 2015- : Vanarama (Vanarama National League)

## Organisation
Depuis la saison 2006-2007, le champion et le vainqueur des séries éliminatoires (deuxième à la septième place) sont promus en  EFL League Two (quatrième division anglaise). Les quatre derniers clubs sont relégués en National League North et National League South. La décision d'affectation revient au comité du National League System et est déterminée par la situation géographique des clubs.

## Palmarès
| Saison    | Nom du championnat      | Vainqueur              |
| --------- | ----------------------- | ---------------------- |
| 1979-1980 | Alliance Premier League | Altrincham             |
| 1980-1981 | Alliance Premier League | Altrincham             |
| 1981-1982 | Alliance Premier League | Runcorn                |
| 1982-1983 | Alliance Premier League | Enfield                |
| 1983-1984 | Alliance Premier League | Maidstone United       |
| 1984-1985 | Alliance Premier League | Wealdstone             |
| 1985-1986 | Alliance Premier League | Enfield                |
| 1986-1987 | Football Conference     | Scarborough            |
| 1987-1988 | Football Conference     | Lincoln City           |
| 1988-1989 | Football Conference     | Maidstone United       |
| 1989-1990 | Football Conference     | Darlington             |
| 1990-1991 | Football Conference     | Barnet                 |
| 1991-1992 | Football Conference     | Colchester United      |
| 1992-1993 | Football Conference     | Wycombe Wanderers      |
| 1993-1994 | Football Conference     | Kidderminster Harriers |
| 1994-1995 | Football Conference     | Macclesfield Town      |
| 1995-1996 | Football Conference     | Stevenage Borough      |
| 1996-1997 | Football Conference     | Macclesfield Town      |
| 1997-1998 | Football Conference     | Halifax Town Athletic  |
| 1998-1999 | Football Conference     | Cheltenham Town        |
| 1999-2000 | Football Conference     | Kidderminster Harriers |
| 2000-2001 | Football Conference     | Rushden & Diamonds     |
| 2001-2002 | Football Conference     | Boston United          |

| Saisons   | Nom du championnat  | Vainqueur            | Vainqueur des barrages |
| --------- | ------------------- | -------------------- | ---------------------- |
| 2002-2003 | Football Conference | Yeovil Town          | Doncaster Rovers       |
| 2003-2004 | Football Conference | Chester City         | Shrewsbury Town        |
| 2004-2005 | Conference National | Barnet               | Carlisle United        |
| 2005-2006 | Conference National | Accrington Stanley   | Hereford United        |
| 2006-2007 | Conference National | Dagenham & Redbridge | Morecambe              |
| 2007-2008 | Conference National | Aldershot Town       | Exeter City            |
| 2008-2009 | Conference National | Burton Albion        | Torquay United         |
| 2009-2010 | Conference National | Stevenage            | Oxford United          |
| 2010-2011 | Conference National | Crawley Town         | AFC Wimbledon          |
| 2011-2012 | Conference National | Fleetwood Town       | York City              |
| 2012-2013 | Conference National | Mansfield Town       | Newport County         |
| 2013-2014 | Conference National | Luton Town           | Cambridge United       |
| 2014-2015 | Conference National | Barnet               | Bristol Rovers         |
| 2015-2016 | National League     | Cheltenham Town      | Grimsby Town           |
| 2016-2017 | National League     | Lincoln City         | Forest Green Rovers    |
| 2017-2018 | National League     | Macclesfield Town    | Tranmere Rovers        |
| 2018-2019 | National League     | Leyton Orient        | Salford City           |
| 2019-2020 | National League     | Barrow AFC           | Harrogate Town AFC     |
| 2020-2021 | National League     | Sutton United        | Hartlepool United      |
| 2021-2022 | National League     | Stockport County     | Grimsby Town           |
| 2022-2023 | National League     | Wrexham AFC          | Notts County           |
| 2023-2024 | National League     | Chesterfield FC      | Bromley FC             |
| 2024-2025 | National League     | Barnet FC            |                        |